# 小行星2581
小行星2581（2581 Radegast）是一颗围绕太阳公转的小行星。1980年11月11日，茲丹卡·瓦弗洛娃在克萊季发现了此天体。
該小行星以波拉比安斯拉夫人的神祇拉得加斯特命名。
这颗小行星的绝对星等为192.8735248826561等。